# Pantano Borghese
Pantano Borghese è una frazione di Roma Capitale, situata in zona Z. XIV Borghesiana, nel territorio del Municipio Roma VI (ex Municipio Roma VIII). È nota anche semplicemente come Pantano.
Sorge al ventesimo km della via Casilina, al confine con il comune di Monte Compatri a sud-est e Finocchio a nord-ovest.

## Descrizione

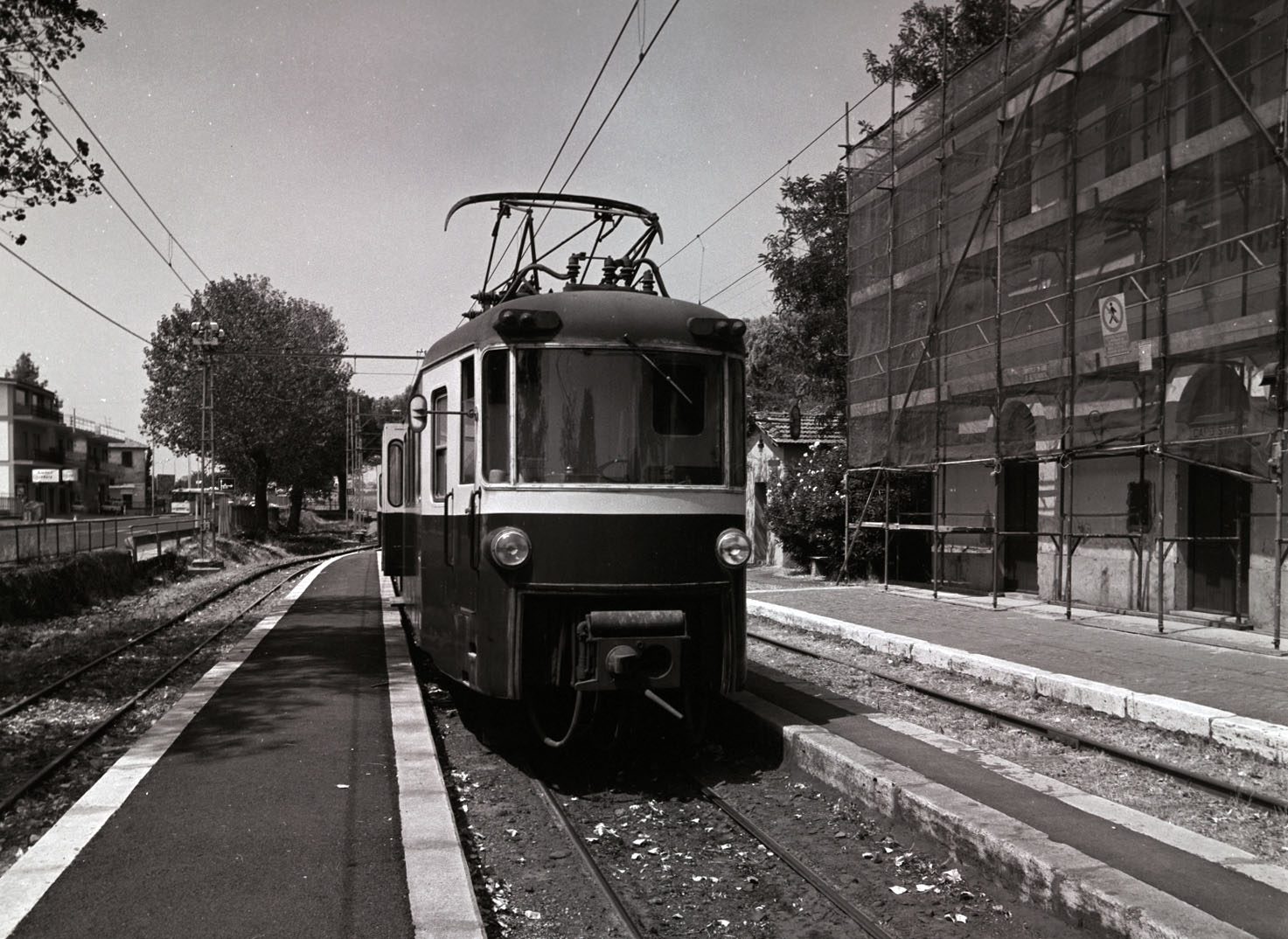
Stazione di Pantano Borghese nel 1988

Già noto nel medioevo sin dall'VIII secolo come Pantano de' Grifi, dovuto alla presenza del lacus Burranus poi noto come Cratere di Castiglione, dal nome del vicino insediamento medievale appartenente dal secolo XII alla basilica di Santa Prassede posto nei pressi della antica Gabi.
La tenuta propriamente detta di Pantano veniva venduta nel 1541 agli Strozzi, poi ai Colonna, il territorio assunse il nome attuale dopo che questi ultimi lo cedettero al cardinale Scipione Caffarelli-Borghese  nel 1613 la cui famiglia effettuò nel XIX secolo la bonifica dell'area facendo defluire le acque del lago nell'adiacente fosso dell'Osa. La tenuta si estende tra la via Casilina a sud e la via Prenestina a nord, nel comune di Monte Compatri.
La porzione di tenuta che prese il nome di Castiglione contenente il cratere del lacus Gabinus o Burranus venne ceduta anch'essa nella prima metà del secolo XVI alla famiglia Gaddi per passare poi agli Odescalchi e ad altre famiglie per essere acquisita dai Borghese nella prima metà del XIX secolo.
L'intero comprensorio dell'estensione totale di circa 2000 ettari era posto al confine dell'agro romano con le limitrofe località di Gallicano, Frascati, Monte Compatri e Monte Porzio Catone oltre che con le tenute di Corcolle, Lunghezza, Ponte di Nona, Benzoni, Torragnola e Torrenova.
Le falde acquifere della località vennero captate per rifornire l'acquedotto Alessandrino, costruito ai tempi di Alessandro Severo di cui restano vestigia. Nel 1585 le stesse falde furono riutilizzate per ordine di papa Sisto V per realizzare l'acquedotto dell'Acqua Felice.
L'8 dicembre 1943, partigiani gappisti riuscirono a bloccare sulla via Casilina, con chiodi a 4 punte e con un'azione a fuoco, un'autocolonna tedesca sino al sopraggiungere degli aerei alleati, che la distrussero.
Scavi archeologici, effettuati fra fine 2008 e inizio 2011, hanno portato alla luce tombe e fosse rituali preistoriche.
Il simbolo di Pantano Borghese è un vecchio mulino abbandonato.

## Infrastrutture e trasporti
Vi era una stazione ferroviaria sulla linea Roma-Fiuggi-Alatri-Frosinone, poi limitata a Pantano nel 1984. Dopo la realizzazione, tra il 1996 e il 2006, della nuova stazione situata sul tratto a doppio binario da Grotte Celoni della ferrovia, poi riutilizzato dalla linea C della metropolitana, la vecchia stazione è stata soppressa.